# Verde janus B

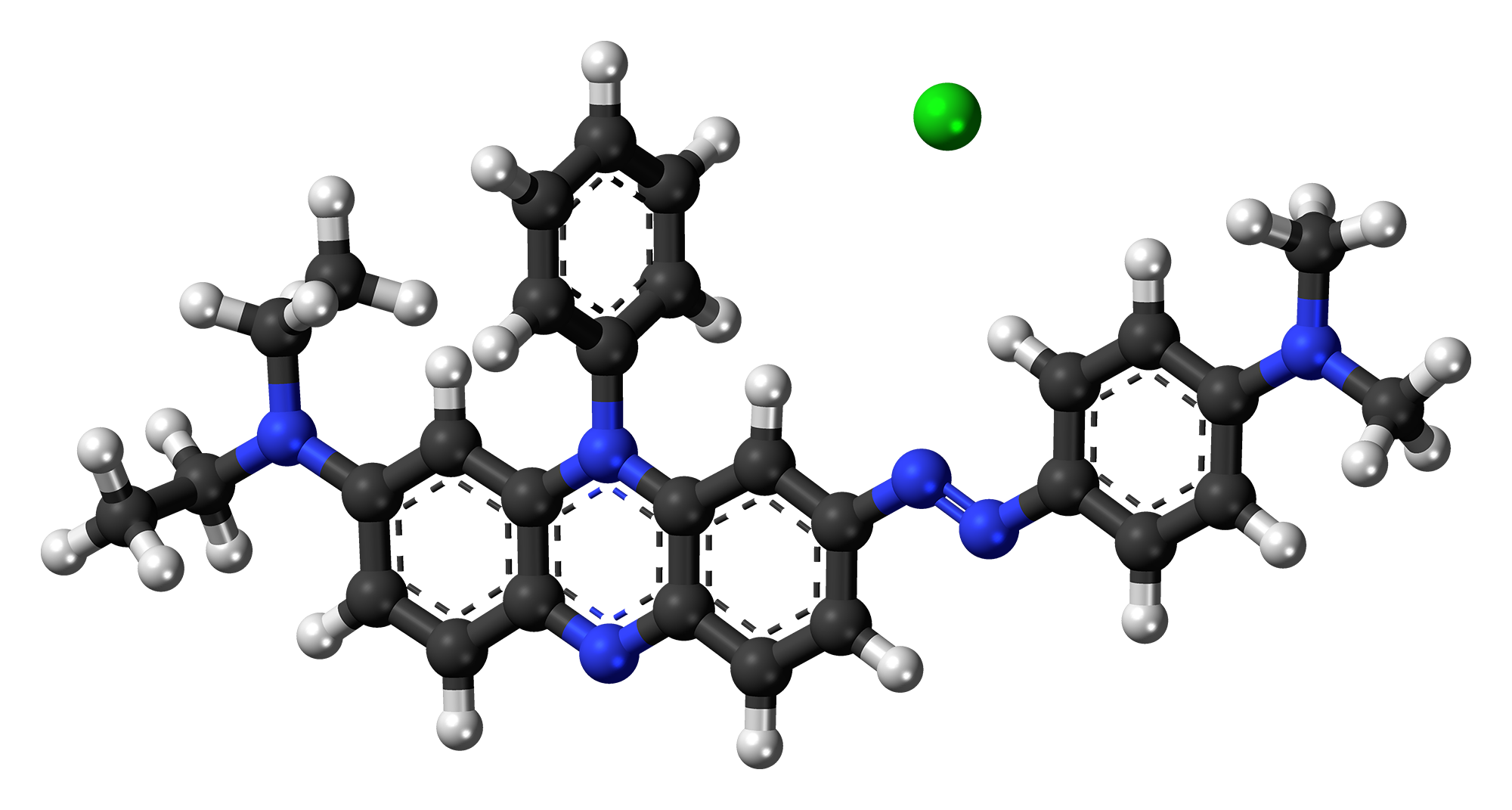
Modelo esférico de los iones componentes del verde Janus B.

Verde Janus B es un colorante básico que se utiliza en la histología para colorear mitocondrias supravital. 
Tiene fórmula molecular C30H31N6Cl y químicamente es dietilsafraninazodimetilanilina cloruro. 
La estructura es SMILES CCN (CC) c1ccc2cc3ccc (cc3n (Cl) (c4ccccc4) c2c1) / N = N/c5ccc (CC5) N (C) C. 
El indicador Janus cambia de color verde de acuerdo a la cantidad de oxígeno presente.
En presencia de oxígeno - El indicador se oxida el color azul. 
En ausencia de oxígeno - El indicador se reduce a rosa.
- Datos: Q418288
- Multimedia: Janus Green B / Q418288